# Doble casco

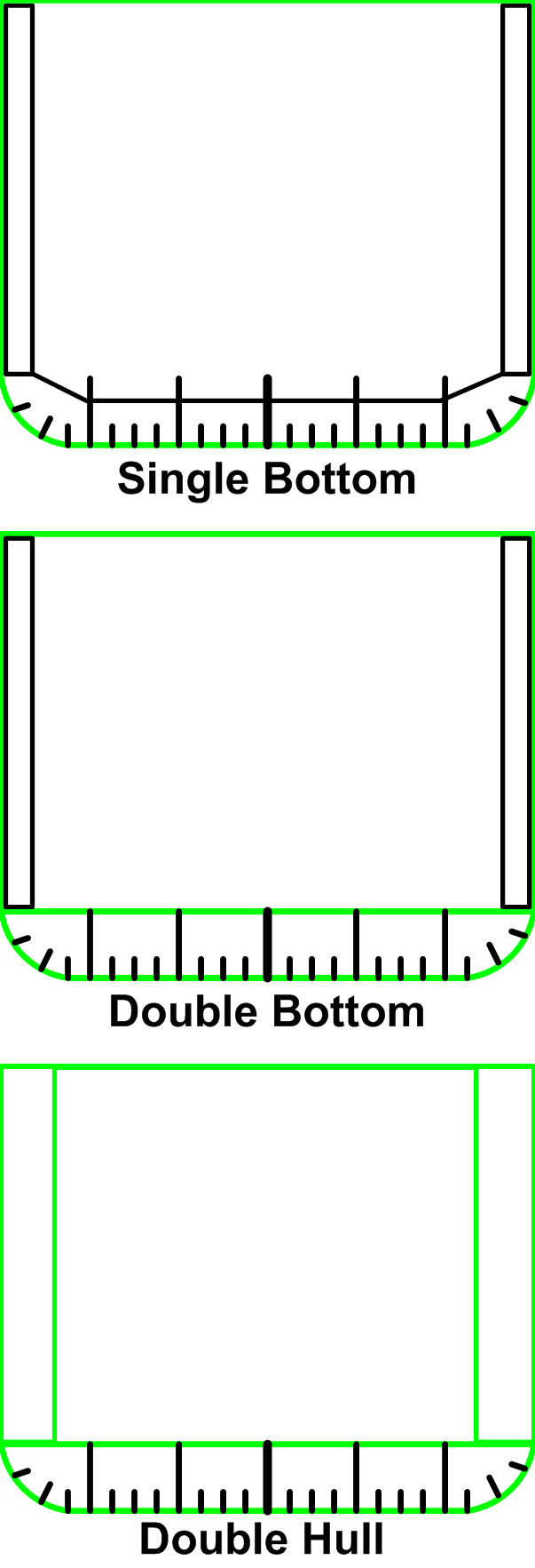
Distintas secciones de un buque en las que se representan:
Single hull o Single bottom (monocasco)
Double bottom (doble fondo)
Double hull (Doble casco). Las líneas verdes, no permiten el paso de agua, las negras si

En náutica, el doble casco de buques es la barrera de separación doble a lo largo de toda la eslora de carga entre los tanques de carga (p.e. tanques de crudo) y el mar, a diferencia de los diseños más antiguos de un solo casco (monocasco).

## Descripción
Actualmente todas las grandes empresas petroleras así como la legislación internacional está tendiendo al uso de petroleros de doble casco debido a que son menos sensibles a sufrir daños y provocar vertidos en accidentes de colisión con otros buques o embarrancamiento.
Respecto a la resistencia global de diseño los parámetros de los buques de doble casco son similares a los de los buques monocasco, con la diferencia de poseer mayor número de tanques de lastre, lo cual puede provocar mayores problemas de corrosión con la edad.
El doble casco fue introducido debido a regulaciones del MARPOL (Maritime Pollution) el 2 de octubre de 1983 mayormente para evitar derrames accidentales de hidrocarburos.